# Vintjärnarna (Voxna socken, Hälsingland, 681782-148128)
Vintjärnarna är en sjö i Ovanåkers kommun i Hälsingland och ingår i Ljusnans huvudavrinningsområde.